# Luxury Racing
Luxury Racing – francuski zespół wyścigowy, założony w 2009 roku. W historii startów ekipa pojawiała się w stawce FIA World Endurance Championship, 24-godzinnym wyścigu Le Mans (Ferrari 458 Italia w klasach LMGET Pro i LMGTE Am), Ferrari Challenge, Intercontinental Le Mans Cup, American Le Mans Series, International GT Open, Francuskiego Pucharu Porsche Carrera oraz Le Mans Series.